# Безоар
Безоа́р, безоа́ровый ка́мень (араб. بازهر‎ bâzahr) — инородное тело в желудке, конкремент из плотно свалянных волос или волокон растений. Безоары бывают преимущественно у жвачных животных. У человека они встречаются относительно редко. В мировой литературе до 1991 года было описано около 400 случаев.

## Безоар в медицине

#### Клиника
Клинические проявления при наличии безоара не характерны и вообще могут отсутствовать.
Значительно зависят от типа инородного тела и его объёма.
Жалобы больных варьируют от ощущения тяжести в желудке до сильнейших болей, сопровождающихся рвотой.

#### Классификация
В зависимости от состава:
- фитобезоар — из волокон растений
- трихобезоар — из волос
- гематобезоар — из сгустков крови
- шеллак-безоары

и т. п.
Бывает различной консистенции, от мягкого до каменистого.

#### Лечение
При отсутствии осложнений лечение следует начинать с консервативных методов.
При наличии осложнений или неэффективности консервативного лечения необходимо оперативное лечение (хирургическое), особенно больным с трихобезоаром. Некоторые инородные тела могут быть удалены из желудка с помощью гастрофиброскопа.

#### Профилактика
Достоверно установлено, что образованию трихобезоара способствует вредная привычка кусать волосы; профилактика сводится к борьбе с этой привычкой.

## Безоар в ветеринарии
Камень органического происхождения, образующийся в организме преимущественно у жвачных животных (лоси, серны, лошади, козы, даже кошки, реже свиньи и собаки), но чаще всего у безоаровых козлов. Различные животные, пасущиеся на склонах, вынуждены буквально продираться сквозь плотные и цепкие кустарники, оставляя при этом на них много волос. Козлы вместе с кормом проглатывают пучки волос, на которых скапливаются минеральные соли, основной состав которых — гидрофосфат кальция. Эти камни встречаются в желудке тюленей, моржей и некоторых китообразных.
Достигают 2,5 кг, могут вызвать язву или кровотечение, закупорку кишечника и гибель животного. Возникают при длительном кормлении грубым малопитательным кормом, недостатке минеральных веществ в кормах, поедании шерсти, при нарушении функции пищеварительных органов. Лечение оперативное.

## Другие названия
- безуар
- безуй
- камень безоаровый
- кабаний камень
- белужий камень
- петуший камень
- алекториус

## Безоар в культуре

#### История
Безоар — серого или чёрного цвета камень, в древней медицине занимал уникальное место, считалось что он приносит пользу при многих заболеваниях.
Самым действенным, а потому и самым дорогим считался безоар из Восточной Индии. Существует легенда, что бояре Милославские, опасаясь за жизнь юного царя Федора Алексеевича, заказали ему серебряную чашку с безоаром, хотя для царевича безоар оказался бессильным.
Серапион писал, что тёртый камень безоара весом равный 12 ячменным зёрнам, подогретый в вине, может исцелить от любого заболевания.
Со слов патриарха Никона, после попытки его отравления, ему помог вылечиться камень «безуй» (безоар).

#### Лечебные и магические свойства
С древности безоару приписывали свойства спасать своего владельца от ядов. Считалось, что он предохраняет от мышьяковых отравлений. Его относили к драгоценным камням именно из-за целебных свойств.
Также безоаровый камень применялся при болезнях мочевого пузыря, трудных родах и детских болезнях.

### Фигурирует в литературных произведениях
- Николай Лесков: «Несмертельный Голован».
- Анджей Сапковский: «Крещение огнём».
- Джоан Роулинг: «Гарри Поттер и философский камень», «Гарри Поттер и Принц-полукровка».
- Оскар Уайльд: «Портрет Дориана Грея».
- Роберт Ирвин: «Арабский кошмар»
- Мольер: «Мнимый больной»
- HYUUGA Natsu: «Монолог фармацевта» (ранобэ)

### Фигурирует в медиа произведениях
- «Песочный человек» — сериал, снятый по серии комиксов Нила Геймана «The Sandman».
- «Монолог фармацевта» — манга и аниме-сериал по ней.
- В третьей серии 5 сезона сериала «Доктор Хаус» у пациента находят безоар с остатками экспериментальных препаратов.